# Mundo Cachina (álbum)
Mundo Cachina es el tercer álbum de la banda de rock peruano, La Liga del Sueño, lanzado en 1998, bajo el sello discográfico Sony Music.

## Lista de canciones
| N.º | Título                                      | Duración |  |
| 1.  | «Rodando»                                   | 4:08     |  |
| 2.  | «Mala sangre»                               | 5:00     |  |
| 3.  | «Semilla negra (Cover de Radio Futura)»     | 4:52     |  |
| 4.  | «Carnaval»                                  | 3:22     |  |
| 5.  | «No es amor»                                | 3:05     |  |
| 6.  | «Cae (Recae) la noche»                      | 3:39     |  |
| 7.  | «Somos»                                     | 6:08     |  |
| 8.  | «La peor de las guerras (Versión acústico)» | 4:17     |  |
| 9.  | «Llévame en tus manos»                      | 4:27     |  |
| 10. | «De reptiles y acero»                       | 3:56     |  |
| 11. | «La cruz»                                   | 3:55     |  |
| 12. | «Camino al sol»                             | 5:01     |  |
| 13. | «Mauvais song»                              | 2:08     |  |

| Bonus tracks |                                          |          |  |
| N.º          | Título                                   | Duración |  |
| 14.          | «La peor de las guerras (Versión disco)» | 3:17     |  |
| 15.          | «Danza mortal»                           | 3:40     |  |

## Integrantes
- Pelo Madueño - Voz y guitarra
- Mauricio Chau - Guitarra y coros
- Victor Malásquez - Bajo
- Nacho Cisneros - Bajo
- Arturo Ríos - Batería

- Datos: Q6026288